# Poids welters
Pour les articles homonymes, voir Poids (homonymie).
Poids welters (ou mi-moyens) est une catégorie de poids en sports de combat.
En boxe anglaise professionnelle, elle concerne les athlètes pesant entre 63,503 kg (140 livres) et 66,678 kg (147 livres). En boxe amateur masculine (olympique), la limite est fixée entre 64 et 69 kg. La catégorie n'est pas ouverte aux femmes pour les Jeux 2012 et 2016,.

## Boxe professionnelle
L'américain Paddy Duffy est reconnu comme étant le 1er boxeur champion du monde des poids welters après sa victoire face à Tom Meadows au 45e round le 29 mars 1889.

### Titre inaugural
| Organisation | Boxeur         | Date            |
| WBA          | Emile Griffith | 8 décembre 1962 |
| WBC          | Emile Griffith | 8 décembre 1962 |
| IBF          | Donald Curry   | 4 février 1984  |
| WBO          | Genaro Léon    | 6 mai 1989      |

## Boxe amateur
| - De 61,2 kg à 65,8 kg : - 1904 : Albert Young - De 61,2 kg à 66,7 kg : - 1920 : Bert Schneider - 1924 : Jean Delarge - 1928 : Ted Morgan - 1932 : Edward Flynn - 1936 : Sten Suvio - De 62 kg à 67 kg : - 1948 : Július Torma - De 63,5 kg à 67 kg : - 1952 : Zygmunt Chychła - 1956 : Nicolae Linca - 1960 : Nino Benvenuti - 1964 : Marian Kasprzyk - 1968 : Manfred Wolke - 1972 : Emilio Correa - 1976 : Jochen Bachfeld - 1980 : Andrés Aldama - 1984 : Mark Breland - 1988 : Robert Wangila - 1992 : Michael Carruth - 1996 : Oleg Saitov - 2000 : Oleg Saitov - De 64 kg à 69 kg : - 2004 : Bakhtiyar Artayev - 2008 : Bakhyt Sarsekbayev - 2012 : Serik Sapiyev - 2016 : Daniyar Yeleussinov - 2020 - Roniel Iglesias | - 2020 - Busenaz Sürmeneli |

## MMA
En MMA (arts martiaux mixtes), dans la catégorie des poids welters (welterweight), la limite de poids, telle que définie par la Nevada State Athletic Commission (en) et l'Association of Boxing Commissions (en) est compris entre 155 lb (environ 70,3 kg) et 170 lb (environ 77,1 kg).

### Champions actuels
Ce tableau n'est pas toujours à jour. Dernière mise à jour le 27 novembre 2023.
| Organisation     | Champion depuis  | Nom                     | Palmarès                 | Défenses du titre |
| ---------------- | ---------------- | ----------------------- | ------------------------ | ----------------- |
| UFC              | 10 mai 2025      | Jack Della Maddalena    | 18 victoires, 2 défaites | 0                 |
| Bellator MMA     | 17 novembre 2023 | Jason Jackson (en)      |                          | 0                 |
| ONE Championship | 19 novembre 2022 | Christian Lee (en)      |                          | 1                 |
| KSW              | 22 avril 2023    | Adrian Bartosiński (pl) |                          |                   |
| Cage Warriors    | 12 novembre 2023 | Giannis Bachar          |                          |                   |